# Liga a III-a 2023-2024
Liga a III-a 2023-2024 a fost cel de al 68-lea sezon al Ligii a III-a, a treia divizie a fotbalului românesc. Sezonul a început pe 25 august 2023 și s-a încheiat pe 25 mai 2024.
Acest sezon a fost al patrulea consecutiv cu un format care include 100 de echipe (câte zece echipe în zece serii).

## Sezonul regular

### Seria 1
| Loc | Echipă                | Pct. | MJ | V  | E | Î  | GM | GP | DG  | Calificare                 |
| --- | --------------------- | ---- | -- | -- | - | -- | -- | -- | --- | -------------------------- |
| 1.  | Bucovina Rădăuți      | 32   | 16 | 9  | 5 | 2  | 26 | 12 | +14 | Calificare în Play-off     |
| 2.  | CSM Bacău             | 31   | 16 | 10 | 1 | 5  | 25 | 14 | +11 | Calificare în Play-off     |
| 3.  | Știința Miroslava     | 28   | 16 | 9  | 1 | 6  | 27 | 20 | +7  | Calificare în Play-off     |
| 4.  | FC Bacău              | 24   | 16 | 7  | 3 | 6  | 25 | 19 | +6  | Calificare în Play-off     |
| 5.  | CSM Vaslui            | 21   | 16 | 5  | 6 | 5  | 23 | 21 | +2  | Calificare în Play-out     |
| 6.  | Șomuz Fălticeni       | 20   | 16 | 5  | 5 | 6  | 23 | 26 | −3  | Calificare în Play-out     |
| 7.  | Aerostar Bacău        | 15   | 16 | 4  | 3 | 9  | 15 | 22 | −7  | Calificare în Play-out     |
| 8.  | Rapid Brodoc          | 14   | 16 | 4  | 2 | 10 | 16 | 32 | −16 | Calificare în Play-out     |
| 9.  | Foresta Suceava (R)   | 7    | 16 | 5  | 2 | 9  | 18 | 32 | −14 | Retrogradare în Liga a V-a |
| 10. | Viitorul Darabani (D) | 0    | 0  | 0  | 0 | 0  | 0  | 0  | 0   | Exclusă                    |

1. ↑  Foresta Suceava a fost depunctată cu 10 puncte. Ulterior, a fost exclusă din Liga a III-a, a pierdut toate meciurile din partea a doua cu 0-3 și a retrogradat în ultima competiție fotbalistică județeană.
2. ↑  Viitorul Darabani a fost exclusă în prima parte a sezonului și toate rezultatele sale au fost anulate.

### Seria 2
| Loc | Echipă              | Pct. | MJ | V  | E | Î  | GM | GP | DG  | Calificare             |
| --- | ------------------- | ---- | -- | -- | - | -- | -- | -- | --- | ---------------------- |
| 1.  | Metalul Buzău       | 49   | 18 | 16 | 1 | 1  | 66 | 6  | +60 | Calificare în Play-off |
| 2.  | Focșani             | 42   | 18 | 14 | 0 | 4  | 58 | 16 | +42 | Calificare în Play-off |
| 3.  | Sporting Liești     | 35   | 18 | 11 | 2 | 5  | 39 | 28 | +11 | Calificare în Play-off |
| 4.  | Unirea Braniștea    | 30   | 18 | 9  | 3 | 6  | 41 | 27 | +14 | Calificare în Play-off |
| 5.  | Râmnicu Sărat       | 29   | 18 | 9  | 2 | 7  | 47 | 34 | +13 | Calificare în Play-out |
| 6.  | Dacia Unirea Brăila | 22   | 18 | 7  | 1 | 10 | 26 | 36 | −10 | Calificare în Play-out |
| 7.  | Hamangia Baia       | 19   | 18 | 6  | 1 | 11 | 23 | 72 | −49 | Calificare în Play-out |
| 8.  | Voința Limpeziș     | 15   | 18 | 4  | 3 | 11 | 24 | 47 | −23 | Calificare în Play-out |
| 9.  | Viitorul Ianca      | 14   | 18 | 4  | 2 | 12 | 23 | 37 | −14 | Calificare în Play-out |
| 10. | Viitorul Șuțești    | 7    | 18 | 2  | 1 | 15 | 14 | 58 | −44 | Calificare în Play-out |

### Seria 3
| Loc | Echipă                | Pct. | MJ | V  | E | Î  | GM | GP | DG  | Calificare             |
| --- | --------------------- | ---- | -- | -- | - | -- | -- | -- | --- | ---------------------- |
| 1.  | Afumați               | 45   | 18 | 14 | 3 | 1  | 51 | 16 | +35 | Calificare în Play-off |
| 2.  | Dunărea Călărași      | 41   | 18 | 13 | 2 | 3  | 43 | 22 | +21 | Calificare în Play-off |
| 3.  | Agricola Borcea       | 34   | 18 | 10 | 4 | 4  | 37 | 24 | +13 | Calificare în Play-off |
| 4.  | Clinceni              | 32   | 18 | 10 | 2 | 6  | 41 | 33 | +8  | Calificare în Play-off |
| 5.  | Recolta Gheorghe Doja | 24   | 18 | 7  | 3 | 8  | 38 | 42 | −4  | Calificare în Play-out |
| 6.  | Gloria Băneasa        | 20   | 18 | 6  | 2 | 10 | 29 | 37 | −8  | Calificare în Play-out |
| 7.  | Axiopolis Cernavodă   | 16   | 18 | 5  | 1 | 12 | 33 | 39 | −6  | Calificare în Play-out |
| 8.  | Înainte Modelu        | 16   | 18 | 5  | 1 | 12 | 24 | 37 | −13 | Calificare în Play-out |
| 9.  | Progresul Fundulea    | 15   | 18 | 4  | 3 | 11 | 11 | 37 | −26 | Calificare în Play-out |
| 10. | Voluntari II          | 14   | 18 | 3  | 5 | 10 | 22 | 42 | −20 | Calificare în Play-out |

### Seria 4
| Loc | Echipă                 | Pct. | MJ | V  | E | Î  | GM | GP | DG  | Calificare             |
| --- | ---------------------- | ---- | -- | -- | - | -- | -- | -- | --- | ---------------------- |
| 1.  | CS Dinamo              | 41   | 18 | 13 | 2 | 3  | 41 | 14 | +27 | Calificare în Play-off |
| 2.  | Popești-Leordeni       | 37   | 18 | 10 | 7 | 1  | 29 | 16 | +13 | Calificare în Play-off |
| 3.  | Blejoi                 | 33   | 18 | 10 | 3 | 5  | 35 | 25 | +10 | Calificare în Play-off |
| 4.  | Dunărea Giurgiu        | 29   | 18 | 9  | 2 | 7  | 30 | 29 | +1  | Calificare în Play-off |
| 5.  | Pucioasa               | 25   | 18 | 7  | 4 | 7  | 24 | 27 | −3  | Calificare în Play-out |
| 6.  | Plopeni                | 21   | 18 | 5  | 6 | 7  | 21 | 21 | 0   | Calificare în Play-out |
| 7.  | Flacăra Moreni         | 21   | 18 | 6  | 3 | 9  | 26 | 32 | −6  | Calificare în Play-out |
| 8.  | ARO Muscelul Câmpulung | 16   | 18 | 3  | 7 | 8  | 15 | 20 | −5  | Calificare în Play-out |
| 9.  | Tricolorul Breaza      | 16   | 18 | 4  | 4 | 10 | 27 | 40 | −13 | Calificare în Play-out |
| 10. | Păulești               | 10   | 18 | 2  | 4 | 12 | 21 | 45 | −24 | Calificare în Play-out |

### Seria 5
| Loc | Echipă                | Pct. | MJ | V  | E | Î  | GM | GP | DG  | Calificare             |
| --- | --------------------- | ---- | -- | -- | - | -- | -- | -- | --- | ---------------------- |
| 1.  | Câmpulung Muscel      | 42   | 18 | 13 | 3 | 2  | 41 | 12 | +29 | Calificare în Play-off |
| 2.  | Olimpic Zărnești      | 40   | 18 | 12 | 4 | 2  | 55 | 23 | +32 | Calificare în Play-off |
| 3.  | Olimpic Cetate Râșnov | 37   | 18 | 11 | 4 | 3  | 38 | 19 | +19 | Calificare în Play-off |
| 4.  | Kids Tâmpa Brașov     | 33   | 18 | 9  | 6 | 3  | 27 | 15 | +12 | Calificare în Play-off |
| 5.  | Odorheiu Secuiesc     | 29   | 18 | 8  | 5 | 5  | 28 | 14 | +14 | Calificare în Play-out |
| 6.  | KSE Târgu Secuiesc    | 19   | 18 | 5  | 4 | 9  | 16 | 29 | −13 | Calificare în Play-out |
| 7.  | Sepsi OSK II          | 16   | 18 | 5  | 1 | 12 | 25 | 33 | −8  | Calificare în Play-out |
| 8.  | Viitorul Curița       | 16   | 18 | 4  | 4 | 10 | 26 | 36 | −10 | Calificare în Play-out |
| 9.  | Ciucaș Tărlungeni     | 13   | 18 | 3  | 4 | 11 | 17 | 46 | −29 | Calificare în Play-out |
| 10. | SR Brașov             | 7    | 18 | 2  | 1 | 15 | 11 | 57 | −46 | Calificare în Play-out |

### Seria 6
| Loc | Echipă                 | Pct. | MJ | V  | E | Î  | GM | GP | DG  | Calificare             |
| --- | ---------------------- | ---- | -- | -- | - | -- | -- | -- | --- | ---------------------- |
| 1.  | Cetatea Turnu Măgurele | 37   | 18 | 11 | 4 | 3  | 39 | 13 | +26 | Calificare în Play-off |
| 2.  | Râmnicu Vâlcea         | 35   | 18 | 11 | 2 | 5  | 26 | 16 | +10 | Calificare în Play-off |
| 3.  | Vedița Colonești       | 33   | 18 | 10 | 3 | 5  | 31 | 18 | +13 | Calificare în Play-off |
| 4.  | Viitorul Dăești        | 32   | 18 | 9  | 5 | 4  | 34 | 28 | +6  | Calificare în Play-off |
| 5.  | Flacăra Horezu         | 26   | 18 | 8  | 2 | 8  | 29 | 27 | +2  | Calificare în Play-out |
| 6.  | Sporting Roșiori       | 24   | 18 | 8  | 2 | 8  | 32 | 27 | +5  | Calificare în Play-out |
| 7.  | Unirea Bascov          | 20   | 18 | 5  | 5 | 8  | 15 | 20 | −5  | Calificare în Play-out |
| 8.  | Oltul Curtișoara       | 19   | 18 | 5  | 4 | 9  | 17 | 34 | −17 | Calificare în Play-out |
| 9.  | Petrolul Potcoava      | 16   | 18 | 4  | 4 | 10 | 17 | 28 | −11 | Calificare în Play-out |
| 10. | Cozia Călimănești      | 9    | 18 | 2  | 3 | 13 | 12 | 41 | −29 | Calificare în Play-out |

1. ↑  Sporting Roșiori a fost depunctată cu 2 puncte și i-a fost interzisă efectuarea transferurilor.

### Seria 7
| Loc | Echipă                    | Pct. | MJ | V  | E | Î  | GM | GP | DG  | Calificare             |
| --- | ------------------------- | ---- | -- | -- | - | -- | -- | -- | --- | ---------------------- |
| 1.  | Ghiroda                   | 40   | 18 | 12 | 4 | 2  | 53 | 21 | +32 | Calificare în Play-off |
| 2.  | Filiași                   | 38   | 18 | 12 | 2 | 4  | 50 | 20 | +30 | Calificare în Play-off |
| 3.  | Deva                      | 34   | 18 | 9  | 7 | 2  | 44 | 19 | +25 | Calificare în Play-off |
| 4.  | Viitorul Șimian           | 34   | 18 | 10 | 4 | 4  | 48 | 29 | +19 | Calificare în Play-off |
| 5.  | Universitatea Craiova II  | 28   | 18 | 9  | 1 | 8  | 46 | 40 | +6  | Calificare în Play-out |
| 6.  | Gilortul Târgu Cărbunești | 25   | 18 | 8  | 1 | 9  | 34 | 43 | −9  | Calificare în Play-out |
| 7.  | Voința Lupac              | 21   | 18 | 6  | 3 | 9  | 30 | 37 | −7  | Calificare în Play-out |
| 8.  | Jiul Petroșani            | 20   | 18 | 6  | 2 | 10 | 29 | 35 | −6  | Calificare în Play-out |
| 9.  | FCU Craiova II            | 11   | 18 | 3  | 2 | 13 | 22 | 59 | −37 | Calificare în Play-out |
| 10. | Turceni                   | 5    | 18 | 1  | 2 | 15 | 16 | 69 | −53 | Calificare în Play-out |

### Seria 8
| Loc | Echipă                   | Pct. | MJ | V  | E | Î  | GM | GP | DG  | Calificare             |
| --- | ------------------------ | ---- | -- | -- | - | -- | -- | -- | --- | ---------------------- |
| 1.  | Bihor Oradea             | 46   | 18 | 14 | 4 | 0  | 51 | 12 | +39 | Calificare în Play-off |
| 2.  | Politehnica Timișoara    | 39   | 18 | 12 | 3 | 3  | 40 | 14 | +26 | Calificare în Play-off |
| 3.  | Peciu Nou                | 36   | 18 | 11 | 3 | 4  | 37 | 20 | +17 | Calificare în Play-off |
| 4.  | Phoenix Buziaș           | 32   | 18 | 9  | 5 | 4  | 35 | 26 | +9  | Calificare în Play-off |
| 5.  | Progresul Pecica         | 31   | 18 | 9  | 4 | 5  | 36 | 24 | +12 | Calificare în Play-out |
| 6.  | Șoimii Lipova            | 23   | 18 | 7  | 2 | 9  | 30 | 40 | −10 | Calificare în Play-out |
| 7.  | Avântul Periam           | 19   | 18 | 6  | 1 | 11 | 24 | 38 | −14 | Calificare în Play-out |
| 8.  | Gloria Lunca-Teuz Cermei | 12   | 18 | 3  | 3 | 12 | 15 | 32 | −17 | Calificare în Play-out |
| 9.  | Socodor                  | 11   | 18 | 3  | 2 | 13 | 16 | 45 | −29 | Calificare în Play-out |
| 10. | ACB Ineu                 | 6    | 18 | 1  | 3 | 14 | 13 | 46 | −33 | Calificare în Play-out |

### Seria 9
| Loc | Echipă                   | Pct. | MJ | V  | E | Î  | GM | GP | DG  | Calificare             |
| --- | ------------------------ | ---- | -- | -- | - | -- | -- | -- | --- | ---------------------- |
| 1.  | Gloria Bistrița-Năsăud   | 40   | 18 | 12 | 4 | 2  | 36 | 14 | +22 | Calificare în Play-off |
| 2.  | Mediaș                   | 34   | 18 | 10 | 4 | 4  | 22 | 12 | +10 | Calificare în Play-off |
| 3.  | Unirea Ungheni           | 33   | 18 | 10 | 3 | 5  | 32 | 17 | +15 | Calificare în Play-off |
| 4.  | Universitatea Alba Iulia | 31   | 18 | 9  | 4 | 5  | 31 | 15 | +16 | Calificare în Play-off |
| 5.  | Unirea Alba Iulia        | 29   | 18 | 8  | 5 | 5  | 28 | 25 | +3  | Calificare în Play-out |
| 6.  | MSE Târgu Mureș          | 25   | 18 | 7  | 4 | 7  | 30 | 26 | +4  | Calificare în Play-out |
| 7.  | Metalurgistul Cugir      | 24   | 18 | 7  | 3 | 8  | 25 | 33 | −8  | Calificare în Play-out |
| 8.  | Avântul Reghin           | 15   | 18 | 3  | 6 | 9  | 20 | 27 | −7  | Calificare în Play-out |
| 9.  | Industria Galda          | 10   | 18 | 1  | 7 | 10 | 20 | 45 | −25 | Calificare în Play-out |
| 10. | Viitorul Cluj            | 7    | 18 | 1  | 4 | 13 | 9  | 39 | −30 | Calificare în Play-out |

### Seria 10
| Loc | Echipă                   | Pct. | MJ | V  | E | Î  | GM | GP | DG  | Calificare             |
| --- | ------------------------ | ---- | -- | -- | - | -- | -- | -- | --- | ---------------------- |
| 1.  | Zalău                    | 41   | 18 | 12 | 5 | 1  | 33 | 14 | +19 | Calificare în Play-off |
| 2.  | Olimpia Satu Mare        | 33   | 18 | 9  | 6 | 3  | 31 | 19 | +12 | Calificare în Play-off |
| 3.  | Crișul Sântandrei        | 28   | 18 | 8  | 4 | 6  | 29 | 17 | +12 | Calificare în Play-off |
| 4.  | Sighetu Marmației        | 27   | 18 | 8  | 3 | 7  | 29 | 26 | +3  | Calificare în Play-off |
| 5.  | Lotus Băile Felix        | 27   | 18 | 7  | 6 | 5  | 19 | 17 | +2  | Calificare în Play-out |
| 6.  | Victoria Carei           | 24   | 18 | 7  | 3 | 8  | 23 | 30 | −7  | Calificare în Play-out |
| 7.  | Sănătatea Cluj           | 18   | 18 | 5  | 3 | 10 | 21 | 28 | −7  | Calificare în Play-out |
| 8.  | Minerul Ocna Dej         | 17   | 18 | 3  | 8 | 7  | 20 | 24 | −4  | Calificare în Play-out |
| 9.  | Olimpia MCMXXI Satu Mare | 17   | 18 | 4  | 5 | 9  | 22 | 39 | −17 | Calificare în Play-out |
| 10. | Minaur Baia Mare         | 14   | 18 | 3  | 5 | 10 | 18 | 31 | −13 | Calificare în Play-out |

## Play-off
| Clasarea echipelor în play-off și play-out a fost stabilită după cum urmează: 1. Puncte; 2. Puncte în sezonul regular; 3. Puncte în meciuri directe; 4. Diferență de goluri în meciuri directe; 5. Goluri marcate în meciuri directe; 6. Diferență de goluri (sezon regular + play-off); 7. Goluri marcate (sezon regular + play-off); 8. Baraj. |

| Loc | Echipă            | Pct. | MJ | V | E | Î | GM | GP | DG | Calificare                        |
| --- | ----------------- | ---- | -- | - | - | - | -- | -- | -- | --------------------------------- |
| 1.  | Bucovina Rădăuți  | 43   | 9  | 2 | 5 | 2 | 10 | 11 | −1 | Baraj de promovare în Liga a II-a |
| 2.  | FC Bacău          | 42   | 9  | 5 | 3 | 1 | 10 | 3  | +7 | Baraj de promovare în Liga a II-a |
| 3.  | CSM Bacău         | 39   | 9  | 1 | 5 | 3 | 5  | 9  | −4 |                                   |
| 4.  | Știința Miroslava | 36   | 9  | 1 | 5 | 3 | 9  | 11 | −2 |                                   |

| Loc | Echipă           | Pct. | MJ | V | E | Î | GM | GP | DG  | Calificare                        |
| --- | ---------------- | ---- | -- | - | - | - | -- | -- | --- | --------------------------------- |
| 1.  | Metalul Buzău    | 74   | 9  | 8 | 1 | 0 | 27 | 5  | +22 | Baraj de promovare în Liga a II-a |
| 2.  | Focșani          | 53   | 9  | 3 | 2 | 4 | 16 | 11 | +5  | Baraj de promovare în Liga a II-a |
| 3.  | Unirea Braniștea | 40   | 9  | 2 | 4 | 3 | 10 | 16 | −6  |                                   |
| 4.  | Sporting Liești  | 38   | 9  | 0 | 3 | 6 | 6  | 27 | −21 |                                   |

| Loc | Echipă           | Pct. | MJ | V | E | Î | GM | GP | DG  | Calificare                        |
| --- | ---------------- | ---- | -- | - | - | - | -- | -- | --- | --------------------------------- |
| 1.  | Afumați          | 68   | 9  | 7 | 2 | 0 | 26 | 5  | +21 | Baraj de promovare în Liga a II-a |
| 2.  | Dunărea Călărași | 52   | 9  | 3 | 2 | 4 | 10 | 12 | −2  | Baraj de promovare în Liga a II-a |
| 3.  | Agricola Borcea  | 45   | 9  | 3 | 2 | 4 | 9  | 16 | −7  |                                   |
| 4.  | Clinceni         | 37   | 9  | 1 | 2 | 6 | 12 | 24 | −12 |                                   |

| Loc | Echipă           | Pct. | MJ | V | E | Î | GM | GP | DG | Calificare                        |
| --- | ---------------- | ---- | -- | - | - | - | -- | -- | -- | --------------------------------- |
| 1.  | CS Dinamo        | 59   | 9  | 6 | 0 | 3 | 20 | 13 | +7 | Baraj de promovare în Liga a II-a |
| 2.  | Popești-Leordeni | 48   | 9  | 3 | 2 | 4 | 12 | 11 | +1 | Baraj de promovare în Liga a II-a |
| 3.  | Blejoi           | 47   | 9  | 4 | 2 | 3 | 18 | 18 | 0  |                                   |
| 4.  | Dunărea Giurgiu  | 37   | 9  | 2 | 2 | 5 | 15 | 23 | −8 |                                   |

| Loc | Echipă                | Pct. | MJ | V | E | Î | GM | GP | DG | Calificare                        |
| --- | --------------------- | ---- | -- | - | - | - | -- | -- | -- | --------------------------------- |
| 1.  | Câmpulung Muscel      | 63   | 9  | 7 | 0 | 2 | 17 | 10 | +7 | Baraj de promovare în Liga a II-a |
| 2.  | Olimpic Zărnești      | 52   | 9  | 4 | 0 | 5 | 17 | 20 | −3 | Baraj de promovare în Liga a II-a |
| 3.  | Olimpic Cetate Râșnov | 49   | 9  | 4 | 0 | 5 | 16 | 13 | +3 |                                   |
| 4.  | Kids Tâmpa Brașov     | 42   | 9  | 3 | 0 | 6 | 12 | 19 | −7 |                                   |

| Loc | Echipă                 | Pct. | MJ | V | E | Î | GM | GP | DG | Calificare                        |
| --- | ---------------------- | ---- | -- | - | - | - | -- | -- | -- | --------------------------------- |
| 1.  | Râmnicu Vâlcea         | 53   | 9  | 5 | 3 | 1 | 17 | 10 | +7 | Baraj de promovare în Liga a II-a |
| 2.  | Vedița Colonești       | 48   | 9  | 4 | 3 | 2 | 16 | 11 | +5 | Baraj de promovare în Liga a II-a |
| 3.  | Cetatea Turnu Măgurele | 46   | 9  | 2 | 3 | 4 | 9  | 13 | −4 |                                   |
| 4.  | Viitorul Dăești        | 39   | 9  | 2 | 1 | 6 | 9  | 17 | −8 |                                   |

| Loc | Echipă          | Pct. | MJ | V | E | Î | GM | GP | DG | Calificare                        |
| --- | --------------- | ---- | -- | - | - | - | -- | -- | -- | --------------------------------- |
| 1.  | Ghiroda         | 58   | 9  | 5 | 3 | 1 | 25 | 16 | +9 | Baraj de promovare în Liga a II-a |
| 2.  | Filiași         | 48   | 9  | 3 | 1 | 5 | 13 | 21 | −8 | Baraj de promovare în Liga a II-a |
| 3.  | Deva            | 47   | 9  | 3 | 4 | 2 | 19 | 17 | +2 |                                   |
| 4.  | Viitorul Șimian | 42   | 9  | 2 | 2 | 5 | 17 | 20 | −3 |                                   |

| Loc | Echipă                | Pct. | MJ | V | E | Î | GM | GP | DG  | Calificare                        |
| --- | --------------------- | ---- | -- | - | - | - | -- | -- | --- | --------------------------------- |
| 1.  | Bihor Oradea          | 69   | 9  | 7 | 2 | 0 | 18 | 3  | +15 | Baraj de promovare în Liga a II-a |
| 2.  | Politehnica Timișoara | 54   | 9  | 4 | 3 | 2 | 14 | 10 | +4  | Baraj de promovare în Liga a II-a |
| 3.  | Peciu Nou             | 43   | 9  | 2 | 1 | 6 | 7  | 14 | −7  |                                   |
| 4.  | Phoenix Buziaș        | 37   | 9  | 1 | 2 | 6 | 9  | 21 | −12 |                                   |

| Loc | Echipă                   | Pct. | MJ | V | E | Î | GM | GP | DG  | Calificare                        |
| --- | ------------------------ | ---- | -- | - | - | - | -- | -- | --- | --------------------------------- |
| 1.  | Gloria Bistrița-Năsăud   | 58   | 9  | 5 | 3 | 1 | 19 | 7  | +12 | Baraj de promovare în Liga a II-a |
| 2.  | Unirea Ungheni           | 50   | 9  | 5 | 2 | 2 | 15 | 10 | +5  | Baraj de promovare în Liga a II-a |
| 3.  | Mediaș                   | 41   | 9  | 2 | 1 | 6 | 9  | 15 | −6  |                                   |
| 4.  | Universitatea Alba Iulia | 40   | 9  | 3 | 0 | 6 | 11 | 22 | −11 |                                   |

| Loc | Echipă            | Pct. | MJ | V | E | Î | GM | GP | DG | Calificare                        |
| --- | ----------------- | ---- | -- | - | - | - | -- | -- | -- | --------------------------------- |
| 1.  | Zalău             | 56   | 9  | 4 | 3 | 2 | 19 | 11 | +8 | Baraj de promovare în Liga a II-a |
| 2.  | Sighetu Marmației | 44   | 9  | 5 | 2 | 2 | 14 | 14 | 0  | Baraj de promovare în Liga a II-a |
| 3.  | Olimpia Satu Mare | 42   | 9  | 2 | 3 | 4 | 12 | 14 | −2 |                                   |
| 4.  | Crișul Sântandrei | 37   | 9  | 3 | 0 | 6 | 8  | 14 | −6 |                                   |

## Play-out
| Loc | Echipă          | Pct. | MJ | V | E | Î | GM | GP | DG  |
| --- | --------------- | ---- | -- | - | - | - | -- | -- | --- |
| 5.  | Șomuz Fălticeni | 36   | 6  | 5 | 1 | 0 | 17 | 3  | +14 |
| 6.  | CSM Vaslui      | 34   | 6  | 4 | 1 | 1 | 16 | 3  | +13 |
| 7.  | Aerostar Bacău  | 21   | 6  | 2 | 0 | 4 | 9  | 8  | +1  |
| 8.  | Rapid Brodoc    | 14   | 6  | 0 | 0 | 6 | 1  | 29 | −28 |

| Loc | Echipă               | Pct. | MJ | V | E | Î | GM | GP | DG  | Retrogradare                |
| --- | -------------------- | ---- | -- | - | - | - | -- | -- | --- | --------------------------- |
| 5.  | Râmnicu Sărat        | 52   | 10 | 7 | 2 | 1 | 27 | 11 | +16 |                             |
| 6.  | Dacia Unirea Brăila  | 43   | 10 | 6 | 3 | 1 | 22 | 9  | +13 |                             |
| 7.  | Viitorul Ianca       | 31   | 10 | 5 | 2 | 3 | 19 | 11 | +8  |                             |
| 8.  | Hamangia Baia        | 29   | 10 | 3 | 1 | 6 | 14 | 28 | −14 |                             |
| 9.  | Viitorul Șuțești (R) | 18   | 10 | 3 | 2 | 5 | 15 | 21 | −6  | Retrogradare în Liga a IV-a |
| 10. | Voința Limpeziș (R)  | 17   | 10 | 0 | 2 | 8 | 12 | 29 | −17 | Retrogradare în Liga a IV-a |

| Loc | Echipă                 | Pct. | MJ | V | E | Î | GM | GP | DG | Retrogradare                |
| --- | ---------------------- | ---- | -- | - | - | - | -- | -- | -- | --------------------------- |
| 5.  | Recolta Gheorghe Doja  | 40   | 10 | 5 | 1 | 4 | 17 | 13 | +4 |                             |
| 6.  | Gloria Băneasa         | 39   | 10 | 6 | 1 | 3 | 12 | 10 | +2 |                             |
| 7.  | Axiopolis Cernavodă    | 34   | 10 | 5 | 3 | 2 | 19 | 15 | +4 |                             |
| 8.  | Înainte Modelu         | 28   | 10 | 3 | 3 | 4 | 12 | 15 | −3 |                             |
| 9.  | Progresul Fundulea (R) | 24   | 10 | 2 | 3 | 5 | 10 | 14 | −4 | Retrogradare în Liga a IV-a |
| 10. | Voluntari II (R)       | 23   | 10 | 2 | 3 | 5 | 16 | 19 | −3 | Retrogradare în Liga a IV-a |

| Loc | Echipă                 | Pct. | MJ | V | E | Î  | GM | GP | DG  | Retrogradare                |
| --- | ---------------------- | ---- | -- | - | - | -- | -- | -- | --- | --------------------------- |
| 5.  | Pucioasa               | 40   | 10 | 4 | 3 | 3  | 14 | 12 | +2  |                             |
| 6.  | Flacăra Moreni         | 39   | 10 | 6 | 0 | 4  | 11 | 9  | +2  |                             |
| 7.  | Plopeni                | 38   | 10 | 5 | 2 | 3  | 18 | 12 | +6  |                             |
| 8.  | ARO Muscelul Câmpulung | 35   | 10 | 6 | 1 | 3  | 16 | 10 | +6  |                             |
| 9.  | Tricolorul Breaza (R)  | 33   | 10 | 5 | 2 | 3  | 15 | 13 | +2  | Retrogradare în Liga a IV-a |
| 10. | Păulești (R)           | 10   | 10 | 0 | 0 | 10 | 7  | 25 | −18 | Retrogradare în Liga a IV-a |

| Loc | Echipă                | Pct. | MJ | V | E | Î | GM | GP | DG  | Retrogradare                |
| --- | --------------------- | ---- | -- | - | - | - | -- | -- | --- | --------------------------- |
| 5.  | Odorheiu Secuiesc     | 47   | 10 | 6 | 0 | 4 | 24 | 17 | +7  |                             |
| 6.  | Viitorul Curița       | 31   | 10 | 4 | 3 | 3 | 14 | 12 | +2  |                             |
| 7.  | Sepsi OSK II          | 31   | 10 | 5 | 0 | 5 | 15 | 15 | 0   |                             |
| 8.  | KSE Târgu Secuiesc    | 30   | 10 | 3 | 2 | 5 | 12 | 13 | −1  |                             |
| 9.  | SR Brașov (R)         | 25   | 10 | 5 | 3 | 2 | 20 | 14 | +6  | Retrogradare în Liga a IV-a |
| 10. | Ciucaș Tărlungeni (R) | 21   | 10 | 2 | 2 | 6 | 13 | 27 | −14 | Retrogradare în Liga a IV-a |

| Loc | Echipă                | Pct. | MJ | V | E | Î | GM | GP | DG  | Retrogradare                |
| --- | --------------------- | ---- | -- | - | - | - | -- | -- | --- | --------------------------- |
| 5.  | Unirea Bascov         | 42   | 10 | 7 | 1 | 2 | 20 | 6  | +14 |                             |
| 6.  | Sporting Roșiori      | 40   | 10 | 5 | 1 | 4 | 18 | 14 | +4  |                             |
| 7.  | Flacăra Horezu        | 39   | 10 | 4 | 1 | 5 | 15 | 16 | −1  |                             |
| 8.  | Oltul Curtișoara      | 37   | 10 | 6 | 0 | 4 | 23 | 16 | +7  |                             |
| 9.  | Petrolul Potcoava (R) | 32   | 10 | 5 | 1 | 4 | 15 | 18 | −3  | Retrogradare în Liga a IV-a |
| 10. | Cozia Călimănești (R) | 12   | 10 | 1 | 0 | 9 | 5  | 26 | −21 | Retrogradare în Liga a IV-a |

| Loc | Echipă                    | Pct. | MJ | V | E | Î | GM | GP | DG  | Retrogradare                |
| --- | ------------------------- | ---- | -- | - | - | - | -- | -- | --- | --------------------------- |
| 5.  | Universitatea Craiova II  | 52   | 10 | 8 | 0 | 2 | 40 | 15 | +25 |                             |
| 6.  | Gilortul Târgu Cărbunești | 41   | 10 | 5 | 1 | 4 | 25 | 18 | +7  |                             |
| 7.  | Voința Lupac              | 33   | 10 | 3 | 3 | 4 | 17 | 28 | −11 |                             |
| 8.  | Jiul Petroșani            | 29   | 10 | 3 | 0 | 7 | 19 | 35 | −16 |                             |
| 9.  | Turceni (R)               | 22   | 10 | 5 | 2 | 3 | 4  | 8  | −4  | Retrogradare în Liga a IV-a |
| 10. | FCU Craiova II (R)        | 19   | 10 | 2 | 2 | 6 | 25 | 27 | −2  | Retrogradare în Liga a IV-a |

| Loc | Echipă                   | Pct. | MJ | V | E | Î | GM | GP | DG  | Retrogradare                |
| --- | ------------------------ | ---- | -- | - | - | - | -- | -- | --- | --------------------------- |
| 5.  | Progresul Pecica         | 55   | 10 | 8 | 0 | 2 | 30 | 10 | +20 |                             |
| 6.  | Șoimii Lipova            | 38   | 10 | 4 | 3 | 3 | 12 | 14 | −2  |                             |
| 7.  | Avântul Periam           | 37   | 10 | 5 | 3 | 2 | 18 | 12 | +6  |                             |
| 8.  | Gloria Lunca-Teuz Cermei | 22   | 10 | 2 | 4 | 4 | 14 | 16 | −2  |                             |
| 9.  | Socodor (R)              | 20   | 10 | 2 | 3 | 5 | 11 | 23 | −12 | Retrogradare în Liga a IV-a |
| 10. | ACB Ineu (R)             | 12   | 10 | 1 | 3 | 6 | 12 | 22 | −10 | Retrogradare în Liga a IV-a |

| Loc | Echipă              | Pct. | MJ | V | E | Î | GM | GP | DG  | Retrogradare                |
| --- | ------------------- | ---- | -- | - | - | - | -- | -- | --- | --------------------------- |
| 5.  | Unirea Alba Iulia   | 54   | 10 | 8 | 1 | 1 | 24 | 10 | +14 |                             |
| 6.  | MSE Târgu Mureș     | 44   | 10 | 6 | 1 | 3 | 23 | 11 | +12 |                             |
| 7.  | Metalurgistul Cugir | 39   | 10 | 4 | 3 | 3 | 19 | 21 | −2  |                             |
| 8.  | Avântul Reghin      | 27   | 10 | 3 | 3 | 4 | 19 | 18 | +1  |                             |
| 9.  | Viitorul Cluj (R)   | 16   | 10 | 3 | 0 | 7 | 11 | 22 | −11 | Retrogradare în Liga a IV-a |
| 10. | Industria Galda (R) | 15   | 10 | 1 | 2 | 7 | 9  | 23 | −14 | Retrogradare în Liga a IV-a |

| Loc | Echipă                   | Pct. | MJ | V | E | Î  | GM | GP | DG  | Retrogradare                |
| --- | ------------------------ | ---- | -- | - | - | -- | -- | -- | --- | --------------------------- |
| 5.  | Victoria Carei           | 40   | 10 | 4 | 4 | 2  | 20 | 17 | +3  |                             |
| 6.  | Lotus Băile Felix        | 40   | 10 | 3 | 4 | 3  | 15 | 14 | +1  |                             |
| 7.  | Minaur Baia Mare         | 38   | 10 | 7 | 3 | 0  | 24 | 9  | +15 |                             |
| 8.  | Olimpia MCMXXI Satu Mare | 32   | 10 | 4 | 3 | 3  | 19 | 12 | +7  |                             |
| 9.  | Sănătatea Cluj (R)       | 32   | 10 | 4 | 2 | 4  | 20 | 16 | +4  | Retrogradare în Liga a IV-a |
| 10. | Minerul Ocna Dej (R)     | 17   | 10 | 0 | 0 | 10 | 0  | 30 | −30 | Retrogradare în Liga a IV-a |

## Barajele de promovare în Liga a II-a
Pentru promovarea în Liga a II-a 2024-2025, echipele de pe primele două locuri din fiecare serie au trebuit să dispute două baraje, ambele în dublă-manșă (tur-retur). Meciurile tur din primul baraj au avut loc pe 22 mai 2024, iar returul pe 25 mai. Turul din cel de-al doilea baraj a avut loc pe 1 iunie, iar returul pe 5 iunie.
|  | Semifinale                      | Semifinale     | Semifinale |   |                        | Finala | Finala | Finala |  |  |  |  |  |  |  |  |  |  |
|  |                                 |                |            |   |                        |        |        |        |  |  |  |  |  |  |  |  |  |  |
|  | Focșani                         | 2              | 1          |   |                        |        |        |        |  |  |  |  |  |  |  |  |  |  |
|  | Bucovina Rădăuți                | 0              | 1          |   |                        |        |        |        |  |  |  |  |  |  |  |  |  |  |
|  | Bucovina Rădăuți                | 0              | 1          |   | Focșani                | 2      | 0      |        |  |  |  |  |  |  |  |  |  |  |
|  |                                 |                |            |   | Focșani                | 2      | 0      |        |  |  |  |  |  |  |  |  |  |  |
|  |                                 | Metalul Buzău  | 1          | 2 |                        |        |        |        |  |  |  |  |  |  |  |  |  |  |
|  | FC Bacău                        | Metalul Buzău  | 1          | 2 | 1                      | 1      |        |        |  |  |  |  |  |  |  |  |  |  |
|  | FC Bacău                        |                |            |   | 1                      | 1      |        |        |  |  |  |  |  |  |  |  |  |  |
|  | Metalul Buzău (d.l.d.)          | 0              | 2          |   |                        |        |        |        |  |  |  |  |  |  |  |  |  |  |
|  | Metalul Buzău (d.l.d.)          | 0              | 2          |   |                        |        |        |        |  |  |  |  |  |  |  |  |  |  |
|  |                                 |                |            |   |                        |        |        |        |  |  |  |  |  |  |  |  |  |  |
|  | Popești-Leordeni                | 0              | 1          |   |                        |        |        |        |  |  |  |  |  |  |  |  |  |  |
|  | Afumați                         | 1              | 3          |   |                        |        |        |        |  |  |  |  |  |  |  |  |  |  |
|  | Afumați                         | 1              | 3          |   | Afumați                | 1      | 2      |        |  |  |  |  |  |  |  |  |  |  |
|  |                                 |                |            |   | Afumați                | 1      | 2      |        |  |  |  |  |  |  |  |  |  |  |
|  |                                 | CS Dinamo      | 0          | 0 |                        |        |        |        |  |  |  |  |  |  |  |  |  |  |
|  | Dunărea Călărași                | CS Dinamo      | 0          | 0 | 1                      | 0      |        |        |  |  |  |  |  |  |  |  |  |  |
|  | Dunărea Călărași                |                |            |   | 1                      | 0      |        |        |  |  |  |  |  |  |  |  |  |  |
|  | CS Dinamo                       | 3              | 1          |   |                        |        |        |        |  |  |  |  |  |  |  |  |  |  |
|  | CS Dinamo                       | 3              | 1          |   |                        |        |        |        |  |  |  |  |  |  |  |  |  |  |
|  |                                 |                |            |   |                        |        |        |        |  |  |  |  |  |  |  |  |  |  |
|  | Vedița Colonești                | 0              | 1          |   |                        |        |        |        |  |  |  |  |  |  |  |  |  |  |
|  | Câmpulung Muscel (d.p.)         | 0              | 2          |   |                        |        |        |        |  |  |  |  |  |  |  |  |  |  |
|  | Câmpulung Muscel (d.p.)         | 0              | 2          |   | Câmpulung Muscel       | 2      | 0      |        |  |  |  |  |  |  |  |  |  |  |
|  |                                 |                |            |   | Câmpulung Muscel       | 2      | 0      |        |  |  |  |  |  |  |  |  |  |  |
|  |                                 | Râmnicu Vâlcea | 1          | 0 |                        |        |        |        |  |  |  |  |  |  |  |  |  |  |
|  | Olimpic Zărnești                | Râmnicu Vâlcea | 1          | 0 | 0                      | 0      |        |        |  |  |  |  |  |  |  |  |  |  |
|  | Olimpic Zărnești                |                |            |   | 0                      | 0      |        |        |  |  |  |  |  |  |  |  |  |  |
|  | Râmnicu Vâlcea                  | 1              | 6          |   |                        |        |        |        |  |  |  |  |  |  |  |  |  |  |
|  | Râmnicu Vâlcea                  | 1              | 6          |   |                        |        |        |        |  |  |  |  |  |  |  |  |  |  |
|  |                                 |                |            |   |                        |        |        |        |  |  |  |  |  |  |  |  |  |  |
|  | Politehnica Timișoara           | 0              | 1          |   |                        |        |        |        |  |  |  |  |  |  |  |  |  |  |
|  | Ghiroda                         | 2              | 0          |   |                        |        |        |        |  |  |  |  |  |  |  |  |  |  |
|  | Ghiroda                         | 2              | 0          |   | Ghiroda                | 2      | 0      |        |  |  |  |  |  |  |  |  |  |  |
|  |                                 |                |            |   | Ghiroda                | 2      | 0      |        |  |  |  |  |  |  |  |  |  |  |
|  |                                 | Bihor Oradea   | 2          | 3 |                        |        |        |        |  |  |  |  |  |  |  |  |  |  |
|  | Filiași                         | Bihor Oradea   | 2          | 3 | 1                      | 0      |        |        |  |  |  |  |  |  |  |  |  |  |
|  | Filiași                         |                |            |   | 1                      | 0      |        |        |  |  |  |  |  |  |  |  |  |  |
|  | Bihor Oradea (d.p.)             | 1              | 1          |   |                        |        |        |        |  |  |  |  |  |  |  |  |  |  |
|  | Bihor Oradea (d.p.)             | 1              | 1          |   |                        |        |        |        |  |  |  |  |  |  |  |  |  |  |
|  |                                 |                |            |   |                        |        |        |        |  |  |  |  |  |  |  |  |  |  |
|  | Sighetu Marmației               | 0              | 1          |   |                        |        |        |        |  |  |  |  |  |  |  |  |  |  |
|  | Gloria Bistrița-Năsăud (d.l.d.) | 0              | 1          |   |                        |        |        |        |  |  |  |  |  |  |  |  |  |  |
|  | Gloria Bistrița-Năsăud (d.l.d.) | 0              | 1          |   | Gloria Bistrița-Năsăud | 2      | 1      |        |  |  |  |  |  |  |  |  |  |  |
|  |                                 |                |            |   | Gloria Bistrița-Năsăud | 2      | 1      |        |  |  |  |  |  |  |  |  |  |  |
|  |                                 | Unirea Ungheni | 2          | 2 |                        |        |        |        |  |  |  |  |  |  |  |  |  |  |
|  | Unirea Ungheni                  | Unirea Ungheni | 2          | 2 | 3                      | 1      |        |        |  |  |  |  |  |  |  |  |  |  |
|  | Unirea Ungheni                  |                |            |   | 3                      | 1      |        |        |  |  |  |  |  |  |  |  |  |  |
|  | Zalău                           | 0              | 1          |   |                        |        |        |        |  |  |  |  |  |  |  |  |  |  |

### Tur
| 1 iunie 2024 | Focșani | 2-1 | Metalul Buzău | Focșani           |  |
| 18:00        |         |     |               | Stadion: Milcovul |  |

| 1 iunie 2024 | Afumați | 1-0 | CS Dinamo | Afumați          |  |
| 18:00        |         |     |           | Stadion: Comunal |  |

| 1 iunie 2024 | AFC Câmpulung | 2-1 | SCM Râmnicu Vâlcea | Câmpulung                      |  |
| 18:00        |               |     |                    | Stadion: Municipal (Câmpulung) |  |

| 1 iunie 2024 | Ghiroda/Giarmata Vii | 2-2 | FC Bihor | Ghiroda, Timiș         |  |
| 18:00        |                      |     |          | Stadion: Emilian Pavel |  |

| 1 iunie 2024 | Gloria Bistrița Năsăud | 2-2 | Unirea Ungheni | Bistrița                |  |
| 18:00        |                        |     |                | Stadion: Jean Pădureanu |  |

### Retur
| 5 iunie 2024 | Metalul Buzău | 2-0 | Focșani | Buzău            |  |
| 17:30        |               |     |         | Stadion: Metalul |  |

| 5 iunie 2024 | CS Dinamo | 0-2 | Afumați | București       |  |
| 17:30        |           |     |         | Stadion: Dinamo |  |

| 5 iunie 2024 | SCM Râmnicu Vâlcea | 0-0 | AFC Câmpulung | Râmnicu Vâlcea     |  |
| 17:30        |                    |     |               | Stadion: Municipal |  |

| 5 iunie 2024 | FC Bihor | 3-0 | Ghiroda/Giarmata Vii | Oradea                |  |
| 17:30        |          |     |                      | Stadion: Iuliu Bodola |  |

| 5 iunie 2024 | Unirea Ungheni | 2-1 | Gloria Bistrița Năsăud | Ungheni          |  |
| 17:30        |                |     |                        | Stadion: Central |  |

### A doua șansă
A șasea echipă care a promovat în Liga a II-a 2024-2025 s-a decis dintre învinsele din finalele barajelor. Primele patru echipe cu cele mai bune rezultate au disputat din nou un mini-turneu, iar învingătoarea acestuia a promovat în Liga a II-a.
| Loc | Echipă                 | Pct. | MJ | V | E | Î | GM | GP | DG | Calificare                          |
| --- | ---------------------- | ---- | -- | - | - | - | -- | -- | -- | ----------------------------------- |
| 1.  | Râmnicu Vâlcea         | 7    | 4  | 2 | 1 | 1 | 8  | 2  | +6 | Calificare în play-off de promovare |
| 2.  | Focșani                | 7    | 4  | 2 | 1 | 1 | 5  | 4  | +1 | Calificare în play-off de promovare |
| 3.  | CS Dinamo              | 6    | 4  | 2 | 0 | 2 | 4  | 4  | 0  | Calificare în play-off de promovare |
| 4.  | Ghiroda                | 4    | 4  | 1 | 1 | 2 | 4  | 6  | −2 | Calificare în play-off de promovare |
| 5.  | Gloria Bistrița-Năsăud | 3    | 4  | 0 | 3 | 1 | 4  | 5  | −1 |                                     |

#### Semifinale
| 12 iunie 2024 | Focșani | 3-2 | SCM Râmnicu Vâlcea | Focșani           |  |
| 17:30         |         |     |                    | Stadion: Milcovul |  |

| 12 iunie 2024 | CS Dinamo | 3-1 | Ghiroda/Giarmata Vii | București       |  |
| 17:30         |           |     |                      | Stadion: Dinamo |  |

#### Finala
| 15 iunie 2024 | Focșani | 2-0 | CS Dinamo | Focșani           |  |
| 17:30         |         |     |           | Stadion: Milcovul |  |